# Pan-American Conference
De Conferentie van Amerikaanse Staten of Pan-Amerikaanse Conferentie (Engels: Pan-American Conference of International Conference of American States) waren bijeenkomsten van de Pan-Amerikaanse Unie, een internationale organisatie voor samenwerking en handel en andere onderwerpen. Ze werden voor het eerst geïntroduceerd door de Amerikaanse minister van Buitenlandse Zaken James Blaine om nauwere banden te bewerkstelligen tussen de Verenigde Staten en diens zuidelijke buren in met name Latijns-Amerika. Blaine hoopte dat de banden voor de Verenigde Staten en diens zuidelijke tegenhangers zouden zorgen voor het openen van de Latijns-Amerikaanse markten voor handel met de Verenigde Staten. Ook wilde hij arbitrage invoeren om geschillen tussen Amerikaanse landen te voorkomen of te beslechten. Op beide terreinen kreeg hij te maken met sterke weerstand. Argentinië en Chili, die veel handel dreven met Europa, wilden zich niet in een Amerikaans keurslijf laten persen. En Chili had als overwinnaar in de Salpeteroorlog niets te winnen bij een bureau voor arbitrage onder Amerikaanse leiding. Het enige dat Blaine bereikte, was de oprichting van een permanent secretariaat in Washington.
Internationale bijeenkomsten zijn er gehouden in de volgende steden:
| Nr | Data                              | Locatie                 | Resultaten |
| -- | --------------------------------- | ----------------------- | --- |
| 1  | 2 oktober 1889 - april 1890       | Washington D.C.         | |
| 2  | 22 oktober 1901 - 31 januari 1902 | Mexico-Stad             | |
| 3  | 21 juli - 26 augustus 1906        | Rio de Janeiro          | |
| 4  | 12 juli - 30 augustus 1910        | Buenos Aires            | |
| 5  | 25 maart - 3 mei 1923             | Santiago                | Verdrag tot het voorkomen van conflicten tussen Amerikaanse staten Oprichting Inter-American Electrical Communication Commission |
| 6  | 16 januari - 20 februari 1928     | Havana                  | |
| 7  | 3 - 26 december 1933              | Montevideo              | Montevideo Convention on the Rights and Duties of States                                                                         |
| 8  | 9 - 27 december 1938              | Lima                    | |
| 9  | 30 maart - 2 mei 1948             | Bogota                  | Oprichting Organisatie van Amerikaanse Staten                                                                                    |
| 10 | 1 - 28 maart 1954                 | Caracas                 | |
| 11 | februari 1960                     | Quito                   | |
|    | 1967                              | Buenos Aires            | |
|    | 1985                              | Cartagena de Indias     | |
|    | december 1994                     | Miami                   | |
|    | 1996                              | Santa Cruz de la Sierra | |
|    | 1998                              | Santiago                | |
|    | 2001                              | Quebec                  | |